# Allomaieta
Allomaieta es un género con ocho especies de plantas con flores pertenecientes a la familia Melastomataceae. Es originario de Sudamérica.  Comprende 8 especies descritas y de estas, solo 3 aceptadas.

## Taxonomía
El género fue descrito por Henry Allan Gleason y publicado en Bulletin of the Torrey Botanical Club 56(2): 98-99 en el año 1929.

## Especies aceptadas
A continuación se brinda un listado de las especies del género Allomaieta aceptadas hasta febrero de 2013, ordenadas alfabéticamente. Para cada una se indica el nombre binomial seguido del autor, abreviado según las convenciones y usos:
- Allomaieta hirsuta (Gleason) Lozano
- Allomaieta strigosa (Gleason) Lozano
- Allomaieta villosa (Gleason) Lozano